# Большой Епседей
Большой Епседей — река в Приуральском районе Ямало-Ненецкого АО. Устье реки находится в 167 км от устья реки Полуй по левому берегу. Длина — 102 км, площадь водосборного бассейна — 984 км², в 57 км по левому берегу впадает приток Малый Епседей. Другие значительные притоки: Хараяха левый, Паранамаяха и Табэйяха правые.

## Данные водного реестра
По данным государственного водного реестра России относится к Нижнеобскому бассейновому округу, водохозяйственный участок реки — Обь от впадения реки Северная Сосьва до города Салехард, речной подбассейн реки — бассейны притоков Оби ниже впадения Северной Сосьвы. Речной бассейн реки — (Нижняя) Обь от впадения Иртыша.
Код объекта в государственном водном реестре — 15020300112115300033061.